# Стопанство на Естония
Естония е член на Европейския съюз и Еврозоната и според МВФ е развита икономика. 
Преди Втората световна война най-важният отрасъл в естонската икономика е земеделието, но страната разполага и с важен и развит научен сектор с център в университетския град Тарту, и развиващ се индустриален сектор, подобен на този на съседна Финландия. Продукти като масло, мляко и сирене тогава са известни на западноевропейските пазари. Основните пазари тогава са Германия и Обединеното кралство Великобритания и Северна Ирландия, а едва 3% от всичката търговия е със съседния СССР.
Анексирането на Естония от СССР през 1940 г. и последвалите го разрушения от Нацистка Германия и Съветския съюз по време на Втората световна война отслабват естонската икономика. Следвоенната съветизация на живота продължава с интеграцията на естонската икономика и индустрия в съветската планова икономика. Преди войната Естония и Финландия имат относително еднакъв жизнен стандарт. До 1987 г. БВП на капиталистическа Финландия достига 14 370 щатски долара на човек, докато БВП на комунистическа Естония е около 2000 щатски долара на човек.
При премахването на комунизма в края на 1980-те и създаването на независима капиталистическа икономика през 1991 г., Естония изплува като пионер в глобалната икономика. През 1994 г. тя става една от първите страни, която въвежда плосък данък с данъчна ставка от 26% независимо от личния доход. Между 2005 и 2008 г. личната данъчна ставка е намалена от 26% на 21% в няколко стъпки. Естония получава повече международни инвестиции на човек от населението във втората половина на 1990-те отколкото която и да е друга страна от централна и източна Европа. Страната бързо наваксва разликата в БВП спрямо ЕС-15 като БВП нараства от 34,8% от средния за ЕС-15 през 1996 г. до 65% през 2007 г., което е сходна стойност спрямо тази на централноевропейските държави.  Според Световната банка икономиката на Естония е със статут на високодоходна икономика. БВП (по паритета на покупателната способност), добър индикатор на богатство, е 23 631 щатски долара по данни на Световната банка през 2012 г. По тази стойност Естония се нарежда между Португалия и Литва, но след дългогодишните членки на ЕС Гърция и Испания. Поради икономическото си развитие след разпадането на Съветския съюз, Естония бива наречена един от „Балтийските тигри“.
През 2008 г. Естония е на 12-о място от 162 страни в Индекса на икономическа свобода, което е най-доброто място сред всички бивши съветски републики. Същата година страната е на последно място по свобода на пазара на труда, но правителството прави стъпки за промяна на това. Естония е на 21-во място в Индекса за правене на бизнес през 2013 г. според Групата на Световната банка.
Правителството на Естония решава, че страната трябва да приеме еврото за официална валута през 2004 г. Смяната на естонската крона с еврото се провежда на 1 януари 2011 г., по-късно от плануваното поради висока инфлация, която пречи на страната да изпълни критериите и за приемане в Еврозоната по-рано. Промяната се провежда при курс от 15,64664 естонски крони за едно евро.
Финансовата криза от 2008 г. има сериозен ефект върху естонската икономика, най-вече в резултат на спадане на инвестициите и консумацията, които следват спукването на балона на пазара на недвижимо имущество, който се създава в предишните години. Тогава Естония има най-лошата година на безработица в ЕС, тъй като безработицата се увеличава от 3,9% през май 2008 г. до 15,6% през май 2009 г.
Дългосрочните прогнози за естонската икономика са сред най-обещаващите в Европа. През 2011 г. реалното увеличение на БВП в Естония е 8,0% и по данни на CEPII до 2025 г. БВП на човек от населението би могъл да нарасне до нивото на икономиките на северните страни – Швеция, Финландия, Дания и Норвегия. Според същите данни до 2050 г. Естония би могла да стане най-продуктивната страна в ЕС след Люксембург и да се включи сред петте най-продуктивни страни в света.

## Статистика
БВП на Естония към 2000 година е 14,7 млрд. щатски долара:
- селско стопанство 3,6 %,
- промишленост 30,7 %,
- услуги 65,7 %.

Машиностроителна, металообработваща, химическа, текстилна, хранително-вкусова (месо-млечна и рибна) промишленост, добив на шисти. Художествени занаяти (кожа, метал, текстил). Животновъдство – едър рогат добитък, свине, овце, птици, зверовъдство, пчеларство. Зърнени, технически, фуражни култури.
1018 km жп линии, 30 300 km шосета, 420 km газопроводи, 253 460. бр.р.т. търговски флот, 32 летища (2000).
Главни пристанища са Талин, Пярну.

### Износ
3,1 млрд. USD (2000) – машини и уреди, изделия от дърво, текстил, хранителни продукти, метали, химични продукти (Швеция, Финландия, Русия, Латвия, Германия, САЩ).

### Внос
4 млрд. USD (2000) – машини и уреди, хранителни стоки, химични продукти, метални изделия, текстил (Финландия, Русия, Швеция, Германия, САЩ).